# E fuori è buio
E fuori è buio è un singolo del cantautore italiano Tiziano Ferro, pubblicato il 14 settembre 2007 come quinto estratto dal terzo album in studio Nessuno è solo.

## Descrizione
Il brano è stato composto dallo stesso Ferro in collaborazione con Diana Tejera ed è una ballata pop. La canzone viene tradotta in lingua spagnola con il titolo Y está oscuro.

## Video musicale
Il videoclip, diretto dal regista Cosimo Alemà, è stato girato in una villetta sul lago di Como. Nel video compare Ferro in casa, seduto su un tappeto a piedi nudi, che riguarda attraverso una videocamera dei filmati girati con una ragazza. Prende anche in mano delle foto, che però butta a terra, quasi per dimenticare. Nei video, dopo alcune scene in cui i due si coccolano, la ragazza si trasforma in un vampiro che tenta di morderlo; infatti, alzatosi da terra dopo aver rivisto foto e video, si nota un morso sul collo del cantautore.

## Tracce
CD promozionale (Italia)
1. E fuori è buio – 3:43 (testo: Tiziano Ferro – musica: Tiziano Ferro, Diana Tejera)

## Classifiche
| Classifica (2007) | Posizione massima |
| ----------------- | ----------------- |
| Italia            | 10                |